# Saxifraga fragosoi
Saxifraga fragosoi é uma espécie de planta com flor pertencente à família Saxifragaceae. 
A autoridade científica da espécie é Sennen, tendo sido publicada em Bol. Soc. Ibér. Ci. Nat. 27: 71. 1929.

## Portugal
Trata-se de uma espécie presente no território português, nomeadamente em Portugal Continental.
Em termos de naturalidade é nativa da região atrás indicada.

## Protecção
Não se encontra protegida por legislação portuguesa ou da Comunidade Europeia.